# Brandýs nad Orlicí (stacja kolejowa)
Brandýs nad Orlicí – stacja kolejowa w miejscowości Brandýs nad Orlicí, w kraju pardubickim, w Czechach Znajduje się na wysokości 305 m n.p.m.
Stacja jest wyposażona w poczekalnię, kasy biletowe, na których można zakupić bilety na pociągi krajowe i międzynarodowe oraz zarezerwować miejsce w pociągu.

## Linie kolejowe
- 010 Kolín - Česká Třebová